# Bisdom Banmaw
Het bisdom Banmaw (Latijn: Dioecesis Banmavensis) is een rooms-katholiek bisdom met als zetel Bhamo, ookwel Banmaw genoemd, in Myanmar. Het bisdom is suffragaan aan het aartsbisdom Mandalay. 

## Geschiedenis
Het bisdom werd opgericht op 28 augustus 2006, uit delen van het bisdom Myitkyina. 

## Parochies
Het bisdom had in 2022 een oppervlakte van 10.741 km2 en telde 376.127 inwoners waarvan 9,5% rooms-katholiek was.

## Bisschoppen
- Raymond Sumlut Gam (28 augustus 2006 - heden)